# 若狭広域農道
若狭広域農道（わかさこういきのうどう）は、福井県三方郡美浜町坂尻から同県三方上中郡若狭町無悪（さかなし）に至る広域農道。別名、若狭梅街道（わかさうめかいどう）。

## 概要
若狭梅街道は、福井県若狭地方を貫通する唯一の幹線道路である国道27号を補完する形で整備された道路である。但し、農道であるために、一部区間ではかつてから農道だった道路をそのまま転用している。しかし、坂尻トンネル・木野トンネル（以上美浜町）・若狭トンネル（若狭町）という3本のトンネルと佐柿一号橋・佐柿二号橋・木野橋（全て美浜町）の3本の陸橋という豪勢な一面も持っており、バイパス道路としての一翼を担っていることを表している。
農道であるが、Nシステムが若狭町内に数ヶ所設置されている。
前述の通り、旧来の農道を転用した区間があるため、若狭町気山の宇波西神社附近では若干複雑な進路をとらないと梅街道から外れてしまう。福井県道244号三方五湖公園線がそれであり、小浜方面から左折したまま直進すると、福井県道273号三方五湖レインボーライン線に至り、敦賀方面から左折したまま直進するとJR小浜線を渡って国道27号に至る。
農道であるため、道路の横には田圃へ農機を下ろすためのスロープがある。
区間の中央付近で舞鶴若狭自動車道 三方五湖PA/スマートICに、終点の南方約600mにて同若狭上中ICにそれぞれ接続している。

## 通過する峠
- 椿峠

## その他
- 梅街道・福井県道（主要地方道）22号上中田烏線・同24号小浜上中線を利用すれば、美浜町と小浜市の間が国道27号を使わずに往来できる。
- 若狭地方西部では、若狭西部広域農道（別名：若狭西街道）が整備され、2009年3月21日に全線開通した。
- 坂尻トンネルは、坂尻側坑口すぐの所に坂尻交差点がある。木野トンネルは、和田側坑口に向かって下り坂になっている上に、押しボタン式の信号がある。若狭トンネルは、三方側坑口がカーブを伴った急勾配であり、上中側坑口を出てすぐ信号がある。いずれの箇所も事故が発生しやすく、注意を要する。